# ギャヴィン・デグロウ
ギャヴィン・デグロウ（Gavin DeGraw、1977年2月4日 - ）は、アメリカ合衆国のミュージシャン。
テレビドラマ『ワン・トゥリー・ヒル』の主題歌「I Don't Want to Be」で知られている。他の有名な楽曲には「Not Over You」や「Fire」などがある。

## ディスコグラフィ

### スタジオ・アルバム
- 『チャリオット』 - Chariot (2003年、J)
- 『ギャヴィン・デグロウ』 - Gavin DeGraw (2008年、J)
- 『フリー』 - Free (2009年、J)
- Sweeter (2011年、RCA)
- Make a Move (2013年、RCA)
- Something Worth Saving (2016年、RCA)

### EP
- iTunes: Live from Soho (2008年)

### コンピレーション・アルバム
- Finest Hour: The Best of Gavin DeGraw (2014年)